# Thierry Lentz
Pour les articles homonymes, voir Lentz.
 (septembre 2024).
Thierry Lentz, né le 8 juillet 1959 à Metz, est un historien et écrivain français. Spécialiste de Napoléon Ier et des études napoléoniennes, il est directeur de la Fondation Napoléon depuis 2000 et professeur associé à l'Institut catholique d'études supérieures depuis 2021.

## Biographie

### Jeunesse et formation
Fils cadet d'Ivan Eugène Lentz, ouvrier à l'usine sidérurgique d'Hagondange, et de Blanche Rossi (née en 1933), Thierry Lentz passe sa jeunesse à Hagondange en Moselle jusqu'à l'âge de vingt ans.
Il obtient son baccalauréat section économie puis une maîtrise en droit public à l'université de Metz (1981), et poursuit par deux diplômes d'études approfondies en droit public interne (1982) et études politiques (1983) à l'université Nancy-II.

### Carrière

#### Activités professionnelles
Thierry Lentz devient assistant parlementaire de Robert Malgras, député de la quatrième circonscription de la Moselle (1984-1986), avant d'occuper les fonctions de directeur adjoint de l'Institut régional de formation pour adultes de Lorraine (1986-1988) puis de directeur des relations extérieures du groupe Saur, à l'époque filiale de Bouygues (octobre 1988 - juin 2000).
Depuis le 4 juillet 2000, il est directeur de la Fondation Napoléon. Il a été, dans le cadre de son mandat, commissaire des expositions « Napoléon » de São Paulo au Brésil (2003) et d'Astana au Kazakhstan (2013).

#### Travaux historiques
Thierry Lentz publie son premier livre à l'âge de vingt-sept ans, La Moselle et Napoléon : étude d'un département sous le Consulat et l'Empire, avec Denis Imhoff chez Serpenoise (1986).
Au sein de la Fondation Napoléon, il dirige l'édition de la Correspondance générale de Napoléon Bonaparte, établie par la Fondation Napoléon et publiée par Fayard en 15 tomes (2004-2018).
Il est également rédacteur en chef de Napoleonica, la revue (depuis 2008), revue sur les deux empires destinée aux chercheurs, publiée par la Fondation Napoléon et disponible en ligne sur le portail Cairn.info.
Il est l'auteur, seul ou en collaboration, d'une soixantaine d'ouvrages sur les deux empires (depuis 1986), d'un roman intitulé Tout le monde ment (2008), d'un essai sur le Christ crucifié de Diego Vélasquez (2011), d'une étude plusieurs fois rééditée et augmentée sur l'assassinat de John Fitzgerald Kennedy (1re éd. 1993), d'une autre sur le plateau de l'Obersalzberg et le Berghof au temps d'Adolf Hitler (2017), et d'une présentation des mémoires de Heinz Linge, majordome de Hitler (2023).
En 2017, il fonde la collection Bibliothèque de Sainte-Hélène, coéditée par la Fondation Napoléon et les Éditions Perrin.
Thierry Lentz poursuit ses recherches et publications sur l'histoire générale, diplomatique et des institutions ou administrations à l'époque de Napoléon.

#### Enseignement
Thierry Lentz se consacre à l'enseignement depuis le début des années 1980 et devient chargé de cours à l'Institut d’études administratives et politiques de l'université Nancy-II sur les matières droit administratif, droit constitutionnel, histoire du droit (novembre 1983 - octobre 1988) ; à la faculté de droit de l'université de Metz en droit constitutionnel (1984-1988) ; à l'École des hautes études en sciences de l’information et de la communication (CELSA) dans le cadre du DESS de communication des institutions : le lobbying, institutions françaises et européennes (septembre 1998 - juin 2004).
Depuis septembre 2012, il est chargé de cours en histoire du Premier Empire à l'Institut catholique d'études supérieures de La Roche-sur-Yon. Son enseignement fait partie de la chaire Napoléon créée en 2014 par cet établissement privé d'enseignement supérieur.
Il est nommé professeur associé de l'ICES en 2021, spécialisé dans les enseignements Histoire du Consulat et de l'Empire, Histoire de L'État du Moyen Âge à nos jours, La vie politique sous le Second Empire, Les grandes questions d'histoire contemporaine. Il est membre du conseil scientifique de l'ICES.

#### Engagement
En 2021, Thierry Lentz s'est engagé en faveur de la commémoration du bicentenaire de la mort de Napoléon.

### Autres mandats
- Administrateur de l'Institut Napoléon (depuis 1993).
- Membre correspondant de l'Académie nationale de Metz (depuis 2002).
- Secrétaire général du Comité pour l'édition de la correspondance générale de Napoléon Bonaparte (2004-2018).
- Membre du jury du prix littéraire Napoléon Ier (depuis 2021)[10].

## Publications

### En tant que seul auteur

#### Sur les Premier et Second Empires
1. 1989 : Roederer (1754-1835), Serpenoise  (ISBN 978-2876920323) Ouvrage couronné par l'Académie Erckmann-Chatrian
2. 1993 : Savary, le séide de Napoléon (1774-1833), Serpenoise  (ISBN 978-2876921467) ; réédition Fayard, 2001  (ISBN 978-2213611273) Ouvrage couronné par l'Académie des sciences morales et politiques
3. 1995 : Napoléon III, coll. « Que sais-je ? », Presses universitaires de France  (ISBN 978-2130472131)
4. 1997 : Le 18-Brumaire : les coups d’État de Napoléon Bonaparte (novembre-décembre 1799), Jean Picollec  (ISBN 978-2864771630) ; réédition Fayard, 2010  (ISBN 978-2262032814) Ouvrage couronné par la Fondation Napoléon
5. 1998 : Napoléon : « Mon ambition était grande », coll. « Découvertes Gallimard / Histoire » (no 361), Éditions Gallimard  (ISBN 978-2070534517)
6. 1999 : Le Grand Consulat (1799-1804), Fayard  (ISBN 978-2213648828) ; réédition Fayard, 2014  (ISBN 978-2818503942)
7. 1999 : Dictionnaire des ministres de Napoléon, dict. analytique, statistique et comparé des trente-deux ministres de Napoléon, Christian / JAS  (ISBN 978-2911090042) ; réédition révisée et augmentée : Les ministres de Napoléon : refonder l'État, servir l'empereur, Perrin, 2016  (ISBN 978-2262043759)
8. 2001 : Napoléon, Le Cavalier bleu  (ISBN 978-2846700023) ; réédition : Napoléon, une ambition française : idées reçues sur une grande figure de l'histoire, Le Cavalier bleu, 2013  (ISBN 978-2846705073) ; 3e éd : Idées reçues sur Napoléon, Le Cavalier bleu, 2020  (ISBN 979-1031803784)
9. 2002-2010 : Nouvelle histoire du Premier Empire, Fayard : tome 1 : Napoléon et la conquête de l'Europe (1804-1810), 2002  (ISBN 978-2213613871) ; tome 2 : L'effondrement du système napoléonien (1810-1814), 2004  (ISBN 978-2213619446) ; tome 3 : La France et l'Europe de Napoléon (1804-1814), 2007  (ISBN 978-2213634166) ; tome 4 : Les Cent-Jours (1815), 2010  (ISBN 978-2213638089) Tome 2 couronné par la Ville d'Ajaccio
10. 2003 : Napoléon, Presses universitaires de France  (ISBN 978-2130537663)
11. 2012 : La Conspiration du général Malet : 23 octobre 1812, premier ébranlement du trône de Napoléon, Perrin  (ISBN 978-2262032388)
12. 2012 : Napoléon diplomate, CNRS éditions  (ISBN 9782271074423) ; réédition CNRS éditions, 2015  (ISBN 978-2271086860) Ouvrage couronné par l'Académie française
13. 2013 : Le congrès de Vienne : une refondation de l'Europe (1814-1815), Perrin  (ISBN 978-2262033057) ; réédition Perrin, 2015  (ISBN 978-2262050955) Ouvrage couronné par la Fondation Pierre-Lafue
14. 2013 : 100 questions sur Napoléon, éditions La Boétie  (ISBN 978-2368650011) ; réédition : Napoléon en 100 questions, Tallandier, 2017  (ISBN 979-1021023888)
15. 2014 : Les Vingt Jours de Fontainebleau : la première abdication de Napoléon (31 mars-20 avril 1814), Perrin  (ISBN 978-2262039417)
16. 2015 : Waterloo : 1815, Perrin  (ISBN 978-2262039400)
17. 2015 : Napoléon et la France, éditions Vendémiaire  (ISBN 978-2363581860)
18. 2015 : Napoléon : l'album, Perrin  (ISBN 9782262051662)
19. 2016 : Joseph Bonaparte, Perrin  (ISBN 978-2262048730) Ouvrage couronné par le Conseil départemental des Hauts-de-Seine et l'Association Cocktail & Culture
20. 2018 : Le Premier Empire (1804-1815), Fayard  (ISBN 978-2818505519) Ouvrage couronné par le Nouveau Cercle de l'Union
21. 2019 : Bonaparte n'est plus ! Le monde apprend la mort de Napoléon (juillet-septembre 1821), Perrin  (ISBN 978-2262076573)
22. 2020 : Napoléon (dictionnaire historique), Perrin  (ISBN 978-2262079161)
23. 2021 : Pour Napoléon, Perrin  (ISBN 978-2262094515). Réédition en 2023
24. 2022 : Napoléon III, la modernité inachevée, Perrin / Bibliothèque nationale de France  (ISBN 978-2262096816)
25. 2023 : « Sur les bords de la Seine... ». Histoire et secrets du tombeau de Napoléon, Perrin  (ISBN 978-2262101558)

#### Autres
1. 1993 : L'affaire Kennedy (étude), Presses universitaires de France, coll. Que sais-je ? (no 2781) ; réédition, 1994  (ISBN 2130456928). Nouvelle édition sous le titre Kennedy, enquêtes sur l'assassinat d'un président, Jean Picollec, 1995  (ISBN 978-2864771494). Nouvelle édition revue et augmentée : L'assassinat de John F. Kennedy : Histoire d'un mystère d’État, Nouveau Monde éditions, 2010 et 2013  (ISBN 978-2847365085 et 978-2365838450) puis 2023  (ISBN 978-2380944730)
2. 2008 : Tout le monde ment (roman), Fayard  (ISBN 978-2213637976)
3. 2011 : Une passion : promenades autour de la Crucifixion de Velázquez (essai), Perrin  (ISBN 978-2262035778). Réédition : Les mystères d'une passion. Un historien face à la Crucifixion de Velázquez, éditions La Baume Rousse, coll. Autres Histoires, 2022  (ISBN 978-2492896057)
4. 2017 : Le diable sur la montagne : Hitler au Berghof 1922-1944 (étude), Perrin  (ISBN 978-2262070434)
5. 2024 : Charles Bedaux le magnifique (1886-1944) : Millionnaire, aventurier et agent triple (biographie), Perrin  (ISBN 978-2262107123)

### Éditions de lettres et de mémoires
1. 2003 : Johann Friedrich Reichardt, Un hiver à Paris sous le Consulat (lettres), avec Arthur Laquiante, Tallandier  (ISBN 978-2847340648)
2. 2004-2018 : Correspondance générale de Napoléon Bonaparte ; tomes I (2004), II (2005), III (2006), XII (2012), XI (2015) et XV (2018) (dir.), Fayard  (ISBN 978-2213621388) à  (ISBN 978-2213706177)
3. 2010-2011 : Mémoires de Napoléon, Tallandier : tome 1 : la campagne d'Italie (1796-1797)  (ISBN 978-2847346985) ; tome 2 : la campagne d'Égypte (1798-1799)  (ISBN 978-2847346978) ; tome 3 : l’île d'Elbe et les Cent-Jours (1814-1815)  (ISBN 978-2847346992) ; réédition Tallandier, 2016  (ISBN 979-1021021822, 979-1021021839 et 979-1021021846)
4. 2014 : Baron Fain, Souvenirs de la Campagne de France, Perrin  (ISBN 978-2262044084)
5. 2017 : Emmanuel de Las Cases, Le Mémorial de Sainte-Hélène, coll. « Bibliothèque de Sainte-Hélène » no 1, Perrin / Fondation Napoléon  (ISBN 978-2262070601)
6. 2019 : Pierre-Louis Roederer, Un été d'espoir et de sang. Chronique de cinquante jours. 20 juin-10 août 1792, Perrin  (ISBN 978-2262077488)
7. 2023 : Heinz Linge, Jusqu'à la chute : mémoires du majordome de Hitler (présentation), Perrin, 336 p.  (ISBN 978-2-262-09619-9)

### En collaboration

#### Ouvrages historiques
1. 1986 : La Moselle et Napoléon : étude d'un département sous le Consulat et l'Empire, Serpenoise  (ISBN 978-2901647881)
2. 1999 : L'ABCdaire de Napoléon et l'Empire, Flammarion  (ISBN 978-2080125835)
3. 2002 : Autour de l'empoisonnement de Napoléon, Nouveau Monde éditions / Fondation Napoléon  (ISBN 978-2847360011) ; nouvelle édition : Napoléon est-il mort empoisonné ?, Nouveau Monde éditions, 2020  (ISBN 978-2380940183)
4. 2003 : Le Sacre de Napoléon, Nouveau Monde éditions  (ISBN 978-2847360363) ; réédition Nouveau Monde éditions, 2004  (ISBN 978-2847360844)
5. 2003 : Les Francs-maçons, Tallandier  (ISBN 978-2847341119)
6. 2004 : Napoléon et le Louvre, Fayard  (ISBN 978-2213620893)
7. 2005 : Napoléon et l'Europe : regards sur une politique, Fayard  (ISBN 978-2213623900)
8. 2005 : Sainte-Hélène, île de mémoire, Fayard  (ISBN 978-2213626451)
9. 2005 : Histoire de la diplomatie française, tome 2, Perrin  (ISBN 978-2262021825) ; réédition 2007, Perrin,  (ISBN 978-2262027346)
10. 2006 : Napoléon, l'esclavage et les colonies, Fayard  (ISBN 978-2286025861)
11. 2008 : Quand Napoléon inventait la France : dictionnaire des institutions politiques, administratives et de cour du Consulat et de l'Empire, Tallandier  (ISBN 978-2847344103) ; réédition Tallandier, 2017  (ISBN 979-1021023406)
12. 2008 : Napoléon III : l'homme, le politique, actes du colloque de la Fondation Napoléon, 19-20 mai 2008, éditions Napoléon III  (ISBN 978-2916385228)
13. 2009 : La Mort de Napoléon : mythes, légendes, mystères, Perrin  (ISBN 978-2262030131) ; réédition Perrin, 2012  (ISBN 978-2262039943)
14. 2010 : 1810, le tournant de l'Empire, Nouveau Monde éditions / Fondation Napoléon  (ISBN 978-2847365269)
15. 2012 : 1812, la campagne de Russie, Perrin  (ISBN 978-2262040727)
16. 2013 : G. Lenotre, le grand historien de la petite histoire, Jean-Claude Lattès  (ISBN 978-2709643771)
17. 2014 : Diplomaties au temps de Napoléon, CNRS éditions  (ISBN 978-2271079909)
18. 2015 : Napoléon Bonaparte face à l'histoire, éditions du Poutan  (ISBN 978-2918607762)
19. 2016 : La fin des Empires, Perrin  (ISBN 978-2262051600)
20. 2016 : La Russie des Tsars : d'Ivan le Terrible à Vladimir Poutine, Perrin  (ISBN 978-2262051648)
21. 2017 : Napoléon et le droit, CNRS éditions  (ISBN 978-2271115089)
22. 2018 : Coups de Chœur : ils racontent leur église préférée, Tallandier  (ISBN 979-1021030343)
23. 2019 : Chateaubriand et Napoléon : Napoléon rend visite à la maison de Chateaubriand, Soteca  (ISBN 978-2376630210)
24. 2019 : Les lieux de l'histoire de France, Perrin  (ISBN 978-2262083175)
25. 2021 : Le plus puissant souffle de vie. La mort de Napoléon (1821-2021), actes de colloque, CNRS Éditions  (ISBN 978-2271135735)
26. 2021 : Napoléon. La biographie inattendue, Passés/Composés  (ISBN 978-2379335730)
27. 2022 : Les mythes de la Grande Armée, Perrin  (ISBN 978-2262100742)
28. 2023 : Second Empire, avec Redpaln (illustrations), coll. Illustoriques tome 3, Redpaln Éditions  (ISBN 978-2956658948)
29. 2024 : Nouvelle histoire économique du Consulat et de l'Empire, Thierry Lentz (dir.) et collectif, Passés/Composés  (ISBN 979-1040401865)
30. 2025 : Avec Napoléon : Journal, Pierre-Louis Roederer et Thierry Lentz (présentation et notes), Perrin  (ISBN 978-2262106775)

Thierry Lentz a également rédigé de nombreuses préfaces, introductions, présentations et postfaces.

#### Catalogues d'exposition
1. 2003 : Napoléon. Exposition du 24 août au 2 novembre 2003 au Museu de Arte Brasileira, avec la Fondation Armando Alvares Penteado, São Paulo (Brésil), Museu de Arte Brasileira
2. 2004 : Trésors de la Fondation Napoléon : dans l'intimité de la Cour impériale. Exposition du 23 septembre 2004 au 3 avril 2005 au musée Jacquemart-André, Nouveau Monde éditions  (ISBN 9782847360806)
3. 2007 : Pasquale de Paoli (1725-1807) : la Corse au cœur de l'Europe des Lumières. Exposition du 23 juin au 29 décembre 2007, musée de la Corse / Collectivité territoriale de Corse / Albiana  (ISBN 978-2846982184)
4. 2007 : Sous l'égide de l'empereur : Metz au temps de Napoléon. Exposition du 18 avril au 18 juin 2007 organisée par la Communauté d'agglomération de Metz-Métropole, la Mairie de Metz, les Musées de Metz, le Musée de la Cour d'Or  (ISBN 978-2952077385)
5. 2009 : Splendeurs de l'Empire : Autour de Napoléon et de la cour impériale. Exposition du 15 mars au 31 août 2009 au château de Malbrouck, Manderen (Moselle), éd. bilingue français-allemand, Serpenoise  (ISBN 978-2876928022)
6. 2013 : Chefs-d'œuvre des collections napoléoniennes de la Ville d'Ajaccio. Palais Fesch-Musée des beaux-arts / éditions d'art Iac-Ceysson  (ISBN 978-2916373638 et 978-2913043442)
7. 2014 : Napoléon : une vie, une légende. Exposition du 20 décembre 2013 au 9 mars 2014 au palais de l’Indépendance d’Astana (Kazakhstan), éd. français-russe-kazakh, Réunion des musées nationaux  (ISBN 978-2711861989)
8. 2016 : Napoléon à Sainte-Hélène : la conquête de la mémoire. Exposition du 6 avril au 24 juillet 2016 au musée de l'Armée, Gallimard / Musée de l'Armée  (ISBN 978-2070178742)
9. 2021 : Napoléon n'est plus. Exposition coorganisée par la Fondation Napoléon du 19 mai au 31 octobre 2021 au musée de l'Armée. Gallimard /Musée de l'Armée  (ISBN 978-2072931604)

### Direction de collections
- 2004-2018 : Correspondance générale de Napoléon Bonaparte, 15 volumes, Fayard  (ISBN 978-2213621388) à  (ISBN 978-2213706177)
- depuis 2017 : Bibliothèque de Sainte-Hélène, Perrin / Fondation Napoléon.
  - tome 1 : Emmanuel de Las Cases, Le Mémorial de Sainte-Hélène, 2017  (ISBN 978-2262070601)
  - tome 2 : Général Gourgaud, Journal intégral 1815-1818, 2019  (ISBN 978-2262076191)
  - tome 3 : Napoléon à Sainte-Hélène. Manuscrits et journaux anglais, 2024 (Volume 3 à paraître en 2024 volontairement après les tomes 4 et 5)
  - tome 4 : Général Bertrand, Cahiers de Sainte-Hélène, les 500 derniers jours (1820-1821), 2021  (ISBN 978-2262076856)
  - tome 5 : Napoléon, écrits clandestins de Sainte-Hélène, 2021  (ISBN 978-2262096069)

## Audiovisuel
Thierry Lentz a participé à de nombreuses émissions de radio et de télévision, dont Secrets d'histoire, présentée par Stéphane Bern. Il a notamment collaboré aux numéros suivants :
- Napoléon est-il mort empoisonné ? (2007)[11]
- Comment devient-on Napoléon ? (2015, 2019)[12]
- Caroline, née Bonaparte, épouse Murat (2017)[13]
- Secrets d’Histoire : Napoléon, l’exilé de Sainte-Hélène (2021)[14]
- Si les murs du Kremlin pouvaient parler… (2020-2021)[15]

Par ailleurs, il dirige une fois par mois la seconde partie du Libre journal du lundi soir sur Radio Courtoisie depuis 2023.

## Distinctions

### Décorations
Par ordre de préséance :
- Chevalier de la Légion d'honneur (2015)[17],[18].
- Chevalier de l'ordre des Palmes académiques (2023)[19].
- Officier de l'ordre des Arts et des Lettres (2020)[20] ; chevalier (2006)[21].
- Médaille d'honneur du travail, argent (2020)[22].

### Prix
- 1990 : prix Erckmann-Chatrian - Roederer[23]
- 1993 : prix Paul-Michel Perret de l'Académie des sciences morales et politiques - Savary, le séide de Napoléon
- 1997 : prix Premier-Empire des prix d'histoire de la Fondation Napoléon - Le 18-Brumaire : les coups d’État de Napoléon Bonaparte[24]
- 2005 : prix du Mémorial, grand prix littéraire d'Ajaccio - Nouvelle histoire du Premier Empire T.II : l'effondrement du système napoléonien ; et pour l'ensemble de son œuvre[25]
- 2013 : prix Guizot (médaille d'argent) de l'Académie française - Napoléon diplomate[26]
- 2013 : prix Pierre-Lafue - Le Congrès de Vienne : une refondation de l'Europe[27]
- 2016 : prix Chateaubriand - Joseph Bonaparte[28]
- 2016 : prix du Guesclin - Joseph Bonaparte[29]
- 2018 : prix Charles-Aubert (histoire) de l'Académie des sciences morales et politiques - pour l'ensemble de son œuvre, à l'occasion de l'achèvement de la correspondance générale de Napoléon Bonaparte[30]
- 2019 : prix du Nouveau Cercle de l'Union - Le Premier Empire[31]
- 2021 : prix d'honneur du Festival Napoléon[32]